# Palazzo Pandolfini

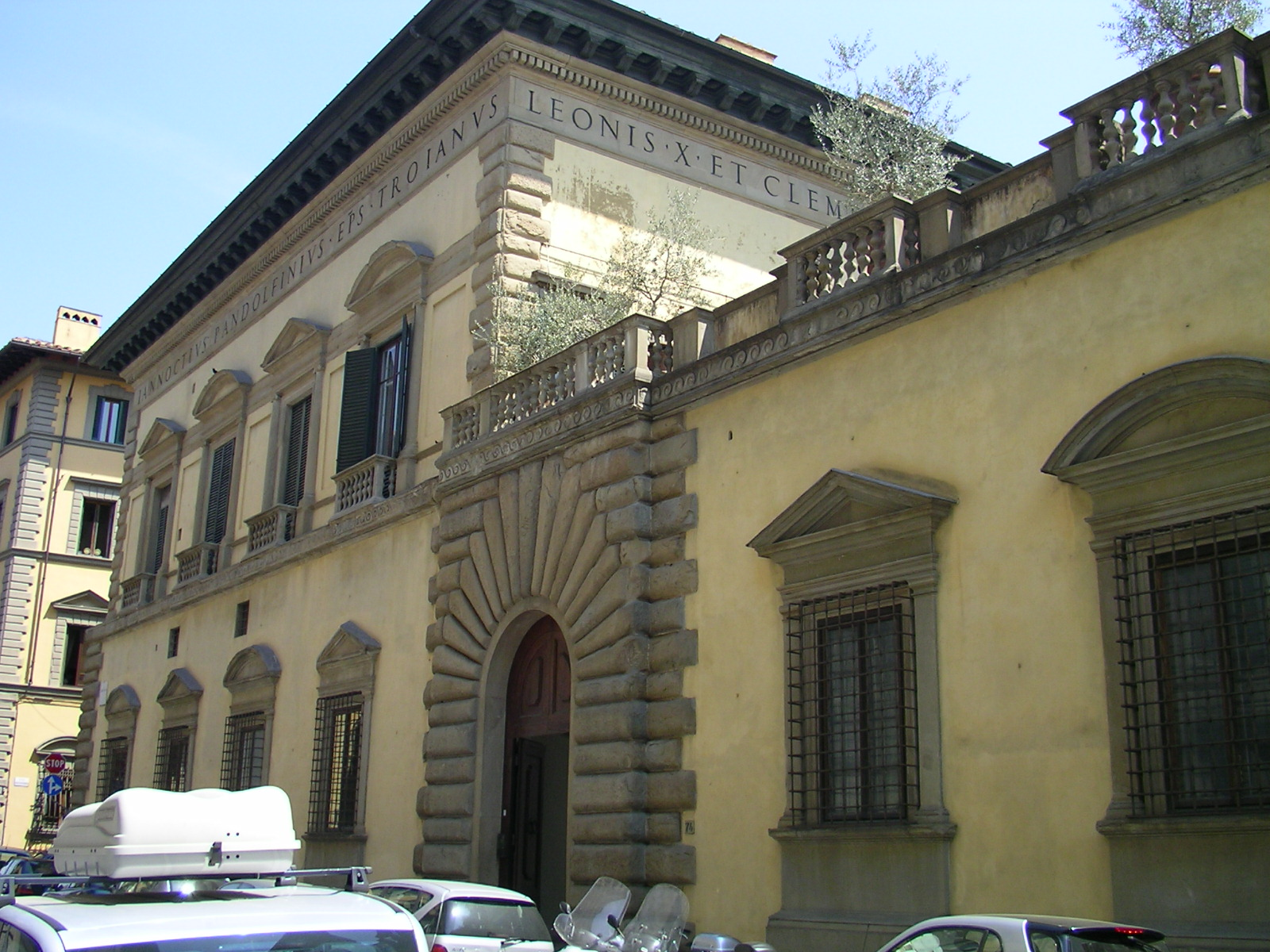

A Palazzo Pandolfini Firenzében található, a Via San Gallo 74. szám alatt. Niccolò Pandolfini kardinális 1513–1514-ben bízta meg Raffaello Sanzio mestert a Palazzo tervének elkészítésével, s az építkezés 1516-ban kezdődött. Raffaello azonban nem tudta az építkezést maga irányítani, a késő reneszánsz stílusú palota eleinte Giovanni Francesco da Sangallo felügyelete alatt épült tovább. Miután ő 1530-ban elhalálozott, a munkálatokat Bastiano da Sangallo fejezte be.

## Kapcsolódó szócikk
- Firenze palotáinak listája